# Nationalversammlung (Mauritius)
Die Nationalversammlung (englisch National Assembly, französisch Assemblée nationale) ist das Parlament im Einkammersystem von Mauritius.
In die Nationalversammlung werden 70 Abgeordnete für jeweils fünf Jahre gewählt. 62 davon werden in den 21 Wahlbezirken gewählt, hinzu kommen 8 Best Loser, die durch den Supreme Court ernannt werden. Zudem sind der Parlamentssprecher (Speaker) und der Generalstaatsanwalt (Attorney-General) von Amts wegen Mitglied des Parlaments, sofern sie noch nicht bereits über ein Abgeordnetenmandat verfügen.
Die Nationalversammlung hat ihren Sitz in der Hauptstadt Port Louis.

## Wahlen
Die jüngste Wahl fand am 10. November 2024 statt. Es handelte sich um die 13. Wahl seit der Unabhängigkeit. Vorher bestand seit 1886 ein Legislative Council aus dem Gouverneur, gewählten und ernannten Mitgliedern. Die Wahlen in Mauritius gelten als frei.

## Wahlrecht
Die Wahlen zur Nationalversammlung werden in 20 Wahlkreisen à 3 und einem Wahlkreis à 2 Sitzen durchgeführt. Jeder Wähler hat so viele Stimmen, wie Mandate im Wahlkreis zu vergeben sind. Gewählt sind die 62 Kandidaten mit den meisten Stimmen. Neben diesen 62 gewählten Abgeordneten werden noch 8 Best Loser (Beste Verlierer) Abgeordnete. Diese wählt die Wahlkommission aus denjenigen Kandidaten aus, die jeweils auf Platz 4 oder 5 in den Wahlkreisen gekommen sind. Die Auswahl erfolgt durch die Wahlkommission, die so eine gleichmäßigere Verteilung der Mandate auf die Bevölkerungsgruppen erreichen soll. Daher können sich die Kandidaten als Muslim, Hindu oder General Population (Allgemeine Bevölkerung) klassifizieren (ansonsten werden sie als not declared aufgeführt).
Wahlberechtigt sind Bürger des Commonwealth, die seit mindestens 2 Jahren ihren Wohnsitz auf Mauritius haben. Das Mindestalter beträgt 18 Jahre. Das passive Wahlrecht erhält, wer das 18. Lebensjahr vollendet hat.

## Liste der Wahlkreise
| Wahlkreis                                                  | Zahl der Mandate |
| ---------------------------------------------------------- | ---------------- |
| Wahlkreis 1 (Grand River North West and Port Louis West)   | 3                |
| Wahlkreis 2 (Port Louis South and Port Louis Central)      | 3                |
| Wahlkreis 3 (Port Louis Maritime and Port Louis East)      | 3                |
| Wahlkreis 4 (Port Louis North and Montagne Longue)         | 3                |
| Wahlkreis 5 (Pamplemousses and Triolet)                    | 3                |
| Wahlkreis 6 (Grand’ Baie and Poudre D’or)                  | 3                |
| Wahlkreis 7 (Piton and Rivière du Rempart)                 | 3                |
| Wahlkreis 8 (Quartier Militaire and Moka)                  | 3                |
| Wahlkreis 9 (Flacq and Bon Accueil)                        | 3                |
| Wahlkreis 10 (Montagne Blanche and Grand River South East) | 3                |
| Wahlkreis 11 (Vieux Grand Port and Rose Belle)             | 3                |
| Wahlkreis 12 (Mahebourg and Plaine Magnien)                | 3                |
| Wahlkreis 13 (Rivière des Anguilles and Souillac)          | 3                |
| Wahlkreis 14 (Savanne and Black River)                     | 3                |
| Wahlkreis 15 (La Caverne and Phoenix)                      | 3                |
| Wahlkreis 16 (Vacoas and Floreal)                          | 3                |
| Wahlkreis 17 (Curepipe and Midlands)                       | 3                |
| Wahlkreis 18 (Belle Rose and Quatre Bornes)                | 3                |
| Wahlkreis 19 (Stanley and Rose Hill)                       | 3                |
| Wahlkreis 20 (Beau Bassin and Petite Rivière)              | 3                |
| Wahlkreis 21 (Rodrigues)                                   | 3                |